# Crime da Galeria de Cristal

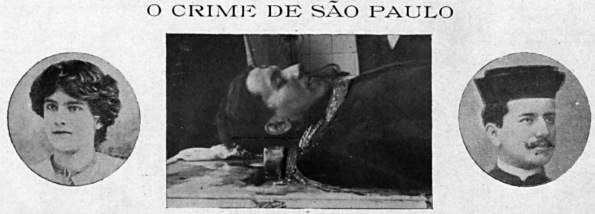
Montagem da Revista Careta, edição 40 de 1909, com as fotografias de Arthur e Albertina e no centro o cadáver de Arthur no IML

O crime da Galeria de Cristal, como foi chamado pela imprensa, ocorreu em 1909 na cidade de São Paulo, no Brasil, envolvendo os jovens Arthur Malheiros de Oliveira e Albertina Barbosa. O delito chocou a sociedade paulistana por ser praticado por uma mulher, algo raro para a época.

## História

### Os fatos anteriores ao crime
Em 1904, a jovem recém-formada em professorado, Albertina Borba, morava com a mãe numa casa em São Paulo. Como estava separada, sua mãe transformou a residência numa pensão e um dos inquilinos foi o jovem estudante de Direito Arthur Malheiros.
Morando sob o mesmo teto, Arthur Malheiros flertava Albertina Barbosa escondido da mãe da moça. Em agosto de 1904, o flerte resultou numa relação sexual. Dias depois, Albertina foi trabalhar como educadora em Bebedouro e cinco meses depois, voltou, pois estava grávida de Arthur, que nunca reconheceu a criança ou o relacionamento. A criança, uma menina, nasceu e foi entregue a Asilo dos Expostos da Santa Casa de Misericórdia de São Paulo.
Desprezada por Malheiros, Albertina mudou-se para a localidade de Matto Grosso de Batataes (atual Altinópolis) para trabalhar como professora. Nesta cidade, conheceu Eliziário Bonilha, também professor, a ambos ficaram noivos.  

### A Galeria de Cristal
Na cidade de São Paulo, existiu um prédio com o nome de Galeria de Cristal (recebeu este nome pela armação metálica octogonal envidraçada) localizado entre as ruas XV de Novembro e Boa Vista. O dono do imóvel era Christiano Webendoerfer. Também conhecido por Galeria Webendoerfer, o prédio de três andares e inaugurado em 1900, recebeu um anexo com alguns cômodos transformados em quartos de hotel e sub-locados ao Hotel Bella Vista, que ficava próximo da galeria.

### O crime
Em férias de verão em 1909, os noivos viajam para a capital com a intenção de visitar a mãe de Albertina (D. Rosa) e casarem-se as escondidas, pois D. Rosa não aprovava o casamento. 
Em fevereiro de 1909, os noivos consumaram o casamento num cartório no Brás e para a lua de mel, reservaram um quarto no Hotel Bella Vista. Nesta hospedaria, foi designado o quarto 59, quarto este pertencente ao anexo da Galeria de Cristal, para o casal pernoitar. 
Em lua de mel, Albertina confessou que já não era virgem e Eliziário cogitou anular o casamento. Foi neste momento que Albertina resolveu vingar-se do mal causado por Arthur Malheiros e arquitetou o assassinato.
Com a ajuda do marido, que comprou uma faca na loja "Ao Dr. das Thesouras", e achou Arthur com os amigos de faculdade, Eliziário interpelou o recém formado advogado na rua, quando este brincava o carnaval, na tarde de terça-feira, 23 de fevereiro de 1909. 
Arthur Malheiros, intrigado com a conversa de negócios de Eliziário, resolveu acompanhá-lo ao hotel. 
Chegando ao quarto, sem passar pelo hall de entrada do hotel, pois o apartamento 59 ficava no anexo, Arthur se surpreende com a presença de Albertina e logo que a porta foi fechada e sem trocar uma palavra sequer, Albertina faz uso de uma arma que possuía, disparando inicialmente dois tiros. Com Arthur, caído e ferido e pedindo perdão, a professora disparou o terceiro tiro na cabeça do advogado. Mesmo assim, depois de três tiros, Arthur ainda estava vivo, pois seu corpo ainda mostrava sinais de vida. É neste momento que Albertina apunhalou Arthur com a faca comprada por Eliziário, concretizando seu intento.
Poucos minutos depois do fato, Eliziário, da sacada do quarto, chamou o cabo da polícia militar Antenor Bolina, que fazia ronda pela rua, para denunciar o ocorrido. Assim que o militar entrou no quarto, o casal confessou “o crime de honra” numa tranquilidade que surpreendeu as autoridades.

### O processo
O inquérito policial tentou refutar a alegação de crime de honra, alegando que o casal já se comportava como tal antes do matrimônio, algo não aceitável pela sociedade da época. 
Albertina Barbosa, ré confessa, foi julgada cinco vezes: em 28 de junho de 1909, foi absolvida por unanimidade de votos. A promotoria recorreu e em 26 de janeiro de 1910, foi condenada a 25 anos e seis meses de prisão. O último julgamento, em 25 de novembro de 1911, foi absolvida.
Eliziário Bonilha foi a julgamento em 29 de novembro de 1911 e novamente em 20 de janeiro de 1913 e absolvido nos dois.
Com o desfecho final da absolvição, Albertina Borba foi transformada em heroína pela imprensa do Brasil e o seu caso foi usado nas discussões posteriores para a alteração do código penal brasileiro.